# Amanita spissa
Amanita spissa, también conocida como amanita de pie grueso, es un hongo basidiomiceto del orden Agaricales. que habita en bosques de coníferas y menos frecuentemente en bosques de frondosas. El cuerpo fructífero aflora en verano y otoño. Es un hongo venenoso en crudo, mientras que bien cocido es comestible. Sin embargo, es fácilmente confundible con la especie Amanita pantherina, que es muy tóxica, por lo que generalmente las guías micológicas recomiendan no recolectarla. El epíteto específico spissa significa "rechoncha, gruesa".

## Descripción
Posee un sombrero de hasta 15 centímetros de diámetro, con cutícula gris pardusca cubierta de placas blancas o gris claro muy adheridas de textura arenosa. Las láminas son blancas y apretadas, libres y de borde redondeado. El pie es grueso y puede medir hasta 10 o 12 centímetros de largo, de color blanco cebrado en pardo. La base es axonomorfa y muy gruesa, napiforme —semejante a la de un nabo—, sin restos de la volva y de color grisáceo. Posee un anillo persistente, amplio y estriado, de color blanco, situado en la parte superior del estipe. Su carne es blanca y, ocasionalmente, pardusca. La esporada es blanca.

## Posibilidades de confusión
Es posible confundir la seta de este hongo con ejemplares jóvenes de Amanita rubescens, pero la carne de esta última tiene tonos rosados. También es posible su confusión con la especie venenosa Amanita pantherina, que se diferencia de A. spissa en que la primera tiene restos de la volva blanca en su base, distribuidos de forma homogénea y el estipe presenta un bulbo con un característico borde anular.